# Ключ (музика)

Музичні ключі

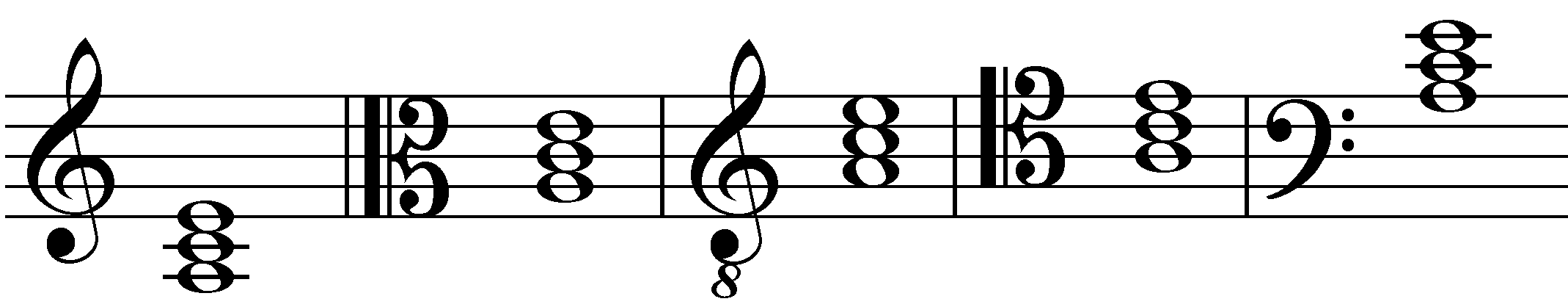
Один і той же акорд, записаний у скрипковому, альтовому, скрипковому зі зсувом на октаву, теноровому та басовому ключах

Ключ — знак на початку нотного рядку, що вказує розташування нот на нотному стані.
Ключ умовно позначає розміщення однієї з нот, відносно якої відраховується положення всіх інших нот. За цією ознакою розрізняють три типи ключів —
- ключі «фа»
- ключі «до»
- ключі «соль»

Написання цих ключів походить відповідно від латинських літер «F», «C», «G», які позначають звуки відповідної висоти.

## Ключ «соль»
Походить від латинської літери G, що позначає ноту «соль». Центральний завиток ключа вказує на розміщення ноти «соль» першої октави.
- Скрипковий ключ — найпоширеніший з усіх ключів. Він розташовує «соль» першої октави на другій знизу лінійці нотного стану. У скрипковому ключі пишуться ноти для скрипки (звідси назва), більшості дерев'яних духових музичних інструментів, частини мідних духових, ударних з визначеною висотою звука та, в більшості випадків, партія правої руки фортепіано. Також у скрипковому ключі записуються жіночі вокальні партії та тенорові; останні виконуються октавою нижче написаного.
- Старофранцузький ключ використовувався у Франції в XVII—XVIII ст. (період бароко) в музиці для скрипки та флейти. Розміщує «соль» першої октави на нижню лінійку нотоносця.

## Ключ «фа»
Походить від латинської літери F, що позначає ноту «фа». Завиток та дві крапки (що походять від двох перекладок літери F) оточують лінійку, на якій розташовується нота «фа» малої октави.
- Басовий ключ — другий за розповсюдженістю ключ після скрипкового. Розташовує «фа» малої октави на другу зверху лінійку нотного стану. Цим ключем користуються інструменти з низьким звучанням: фагот, більшою частиною віолончель, партія лівої руки фортепіано тощо.

Вокальна музика для баса і баритона також зазвичай записується в басовому ключі. Партія контрабаса, записана в басовому ключі, виконується на октаву нижче.

## Ключ «до»
Походить від латинської літери C, що позначає «до». Середня частина ключа між двома завитками визначає положення «до» першої октави.
- Альтовий ключ розміщує «до» першої октави на середню лінійку. В альтовому ключі пишуться партії для альтів і тромбонів, у старих виданнях і рукописах — альтові вокальні партії.
- Теноровий ключ використовується іноді для фагота, віолончелі, тромбона, у старих виданнях і рукописах — тенорові вокальні партії.
- Баритоновий «до» — на верхню лінійку. Ноти в цьому ключі збігаються з нотами в баритоновому ключі «фа».

| Символ                                                         | Назва                                        | Октавний ключ                                | Октава                                       | Розташування напрямної ноти на нотному стані | Діатонічна гама в тональності до мажор       |
| Ключі «соль» (напрямна нота «соль» (лат. G))                   | Ключі «соль» (напрямна нота «соль» (лат. G)) | Ключі «соль» (напрямна нота «соль» (лат. G)) | Ключі «соль» (напрямна нота «соль» (лат. G)) | Ключі «соль» (напрямна нота «соль» (лат. G)) | Ключі «соль» (напрямна нота «соль» (лат. G)) |
| -------------------------------------------------------------- | -------------------------------------------- | -------------------------------------------- | -------------------------------------------- | -------------------------------------------- | -------------------------------------------- |
|                                                                | Старофранцузький ключ[†]                     | 15 (суперскрипт)                             | Третя октава                                 | 1-а лінія для G6 (g′′′)                      |                                              |
| 8 (суперскрипт)                                                | Старофранцузький ключ[†]                     | Друга октава                                 | 1-а лінія для G5 (g′′)                       |                                              |                                              |
|                                                                | Старофранцузький ключ[†]                     | Перша октава                                 | 1-а лінія для G4 (g′)                        |                                              |                                              |
| 8 (субскрипт)                                                  | Старофранцузький ключ[†]                     | Мала октава                                  | 1-а лінія для G3 (g)                         |                                              |                                              |
| 15 (субскрипт)                                                 | Старофранцузький ключ[†]                     | Велика октава                                | 1-а лінія для G2 (G)                         |                                              |                                              |
|                                                                | Скрипковий ключ                              | 15 (суперскрипт)                             | Третя октава                                 | 2-а лінія для G6 (g′′′)                      |                                              |
| 8 (суперскрипт) [Архівовано 17 жовтня 2015 у Wayback Machine.] | Скрипковий ключ                              | Друга октава                                 | 2-а лінія для G5 (g′′)                       |                                              |                                              |
|                                                                | Скрипковий ключ                              | Перша октава                                 | 2-а лінія для G4 (g′)                        |                                              |                                              |
| 8 (субскрипт)                                                  | Скрипковий ключ                              | Мала октава                                  | 2-а лінія для G3 (g)                         |                                              |                                              |
| 15 (субскрипт)                                                 | Скрипковий ключ                              | Велика октава                                | 2-а лінія для G2 (G)                         |                                              |                                              |
| Ключі «до» (напрямна нота «до» (лат. C))                       |                                              |                                              |                                              |                                              |                                              |
|                                                                | Сопрановий або дискантовий ключ[†]           | 15 (суперскрипт)                             | Третя октава                                 | 1-а лінія для C6 (c′′′)                      |                                              |
| 8 (суперскрипт)                                                | Сопрановий або дискантовий ключ[†]           | Друга октава                                 | 1-а лінія для C5 (c′′)                       |                                              |                                              |
|                                                                | Сопрановий або дискантовий ключ[†]           | Перша октава                                 | 1-а лінія для C4 (c′)                        |                                              |                                              |
| 8 (субскрипт)                                                  | Сопрановий або дискантовий ключ[†]           | Мала октава                                  | 1-а лінія для C3 (c)                         |                                              |                                              |
| 15 (субскрипт)                                                 | Сопрановий або дискантовий ключ[†]           | Велика октава                                | 1-а лінія для C2 (C)                         |                                              |                                              |
|                                                                | Мецо-сопрановий ключ[†]                      | 15 (суперскрипт)                             | Третя октава                                 | 2-а лінія для C6 (c′′′)                      |                                              |
| 8 (суперскрипт)                                                | Мецо-сопрановий ключ[†]                      | Друга октава                                 | 2-а лінія для C5 (c′′)                       |                                              |                                              |
|                                                                | Мецо-сопрановий ключ[†]                      | Перша октава                                 | 2-а лінія для C4 (c′)                        |                                              |                                              |
| 8 (субскрипт)                                                  | Мецо-сопрановий ключ[†]                      | Мала октава                                  | 2-а лінія для C3 (c)                         |                                              |                                              |
| 15 (субскрипт)                                                 | Мецо-сопрановий ключ[†]                      | Велика октава                                | 2-а лінія для C2 (C)                         |                                              |                                              |
|                                                                | Альтовий ключ                                | 15 (суперскрипт)                             | Третя октава                                 | 3-я лінія для C6 (c′′′)                      |                                              |
| 8 (суперскрипт)                                                | Альтовий ключ                                | Друга октава                                 | 3-я лінія для C5 (c′′)                       |                                              |                                              |
|                                                                | Альтовий ключ                                | Перша октава                                 | 3-я лінія для C4 (c′)                        |                                              |                                              |
| 8 (субскрипт)                                                  | Альтовий ключ                                | Мала октава                                  | 3-я лінія для C3 (c)                         |                                              |                                              |
| 15 (субскрипт)                                                 | Альтовий ключ                                | Велика октава                                | 3-я лінія для C2 (C)                         |                                              |                                              |
|                                                                | Теноровий ключ                               | 15 (суперскрипт)                             | Третя октава                                 | 4-а лінія для C6 (c′′′)                      |                                              |
| 8 (суперскрипт)                                                | Теноровий ключ                               | Друга октава                                 | 4-а лінія для C5 (c′′)                       |                                              |                                              |
|                                                                | Теноровий ключ                               | Перша октава                                 | 4-а лінія для C4 (c′)                        |                                              |                                              |
| 8 (субскрипт)                                                  | Теноровий ключ                               | Мала октава                                  | 4-а лінія для C3 (c)                         |                                              |                                              |
| 15 (субскрипт)                                                 | Теноровий ключ                               | Велика октава                                | 4-а лінія для C2 (C)                         |                                              |                                              |
|                                                                | Баритоновий «до» ключ[†]                     | 15 (суперскрипт)                             | Третя октава                                 | 5-а лінія для C6 (c′′′)                      |                                              |
| 8 (суперскрипт)                                                | Баритоновий «до» ключ[†]                     | Друга октава                                 | 5-а лінія для C5 (c′′)                       |                                              |                                              |
|                                                                | Баритоновий «до» ключ[†]                     | Перша октава                                 | 5-а лінія для C4 (c′)                        |                                              |                                              |
| 8 (субскрипт)                                                  | Баритоновий «до» ключ[†]                     | Мала октава                                  | 5-а лінія для C3 (c)                         |                                              |                                              |
| 15 (субскрипт)                                                 | Баритоновий «до» ключ[†]                     | Велика октава                                | 5-а лінія для C2 (C)                         |                                              |                                              |
| Ключі «фа» (напрямна нота «фа» (лат. F))                       |                                              |                                              |                                              |                                              |                                              |
|                                                                | Баритоновий («фа») ключ[†]                   | 15 (суперскрипт)                             | Друга октава                                 | 3-я лінія для F5 (f′′)                       |                                              |
| 8 (суперскрипт)                                                | Баритоновий («фа») ключ[†]                   | Перша октава                                 | 3-я лінія для F4 (f′)                        |                                              |                                              |
|                                                                | Баритоновий («фа») ключ[†]                   | Мала октава                                  | 3-я лінія для F3 (f)                         |                                              |                                              |
| 8 (субскрипт)                                                  | Баритоновий («фа») ключ[†]                   | Велика октава                                | 3-я лінія для F2 (F)                         |                                              |                                              |
| 15 (субскрипт)                                                 | Баритоновий («фа») ключ[†]                   | Контроктава октава                           | 3-я лінія для F1 (F͵)                        |                                              |                                              |
|                                                                | Басовий ключ                                 | 15 (суперскрипт)                             | Друга октава                                 | 4-я лінія для F5 (f′′)                       |                                              |
| 8 (суперскрипт)                                                | Басовий ключ                                 | Перша октава                                 | 4-я лінія для F4 (f′)                        |                                              |                                              |
|                                                                | Басовий ключ                                 | Мала октава                                  | 4-я лінія для F3 (f)                         |                                              |                                              |
| 8 (субскрипт)                                                  | Басовий ключ                                 | Велика октава                                | 4-я лінія для F2 (F)                         |                                              |                                              |
| 15 (субскрипт)                                                 | Басовий ключ                                 | Контроктава октава                           | 4-я лінія для F1 (F͵)                        |                                              |                                              |
|                                                                | Басопрофундовий ключ[†]                      | 15 (суперскрипт)                             | Друга октава                                 | 5-я лінія для F5 (f′′)                       |                                              |
| 8 (суперскрипт)                                                | Басопрофундовий ключ[†]                      | Перша октава                                 | 5-я лінія для F4 (f′)                        |                                              |                                              |
|                                                                | Басопрофундовий ключ[†]                      | Мала октава                                  | 5-я лінія для F3 (f)                         |                                              |                                              |
| 8 (субскрипт)                                                  | Басопрофундовий ключ[†]                      | Велика октава                                | 5-я лінія для F2 (F)                         |                                              |                                              |
| 15 (субскрипт)                                                 | Басопрофундовий ключ[†]                      | Контроктава октава                           | 5-я лінія для F1 (F͵)                        |                                              |                                              |
|                                                                | Табулатурний ключ                            |                                              |                                              |                                              |                                              |
|                                                                | Нейтральний або перкусійний ключ             |                                              |                                              |                                              |                                              |

^  Вийшов з використання, зустрічається у старовинній музичній літературі.